# Герб Поліського воєводства (проєкт)

Герб Поліського воєводства

Проєкт герба Поліського воєводства (польськ: Herb województwa poleskiego) — символ Поліського воєводства. Герб такий же, як і одна з половин герба Білостоцького воєводства і герб Віленського воєводства, за винятком кольору оздоблення коня, сідла і щита: тут вони сині. Основа герба — Погоня.
Офіційно так і не був затверджений, зокрема через вторгнення Німеччини в Польщу і початок Другої світової.